# Кокшетау (горы)
Кокшетау, или Кокчетау (каз. Көкшетау — «голубая гора») — горы на Кокшетауской возвышенности. Административно принадлежат Акмолинской области, Казахстан. Высшая точка — пик Кокше (947 м).
Горы протянулись дугой с юга на север, длина — около 20 км, ширина — около 5 км. Кокшетау делится на две части: северную (пики Кокше, Бура, Жекебатыр) и южную (пики Айыртобе и Шортан). Горы сформированы из гранитов девонского и силурийского периодов. Склоны сильно изрезаны в результате образования тектонических трещин, измельчения гранита, денудации. С гор берёт начало река Кылшакты.
На подзолистых почвах горных склонов произрастают сосна, берёза, тополь, различные кустарники. В долинах у подножия горы, на луговых почвах пырей, кустистый пырей и другие травы.
У подножия гор расположены озера Малое Чебачье, Большое Чебачье, Боровое и Щучье.